# Alföld Koncessziós Autópálya Zrt.
Az Alföld Koncessziós Autópálya Rt. (röviden AKA Rt. vagy AKA) hazai magántulajdonú autópályatársaság, az M5-ös autópálya tulajdonosa. A céget az M5-ösnek az 1990-es évek elején meghirdetett koncessziós rendszerben történő továbbépítésére alapították, a megépített szakaszokon útdíjszedési joggal. A cég árpolitikája kezdettől fogva kritikák tárgya volt, 2000 után pedig már a kormány is kiemelt problémaként kezelte. 2004-ben, miután a magyar állam tulajdonrészt szerzett az AKÁ-ban, a díjszedést megszüntették. Napjainkban a vállalat teljesen magánkézben van.

## Története

### Újhartyántól Kiskunfélegyházáig

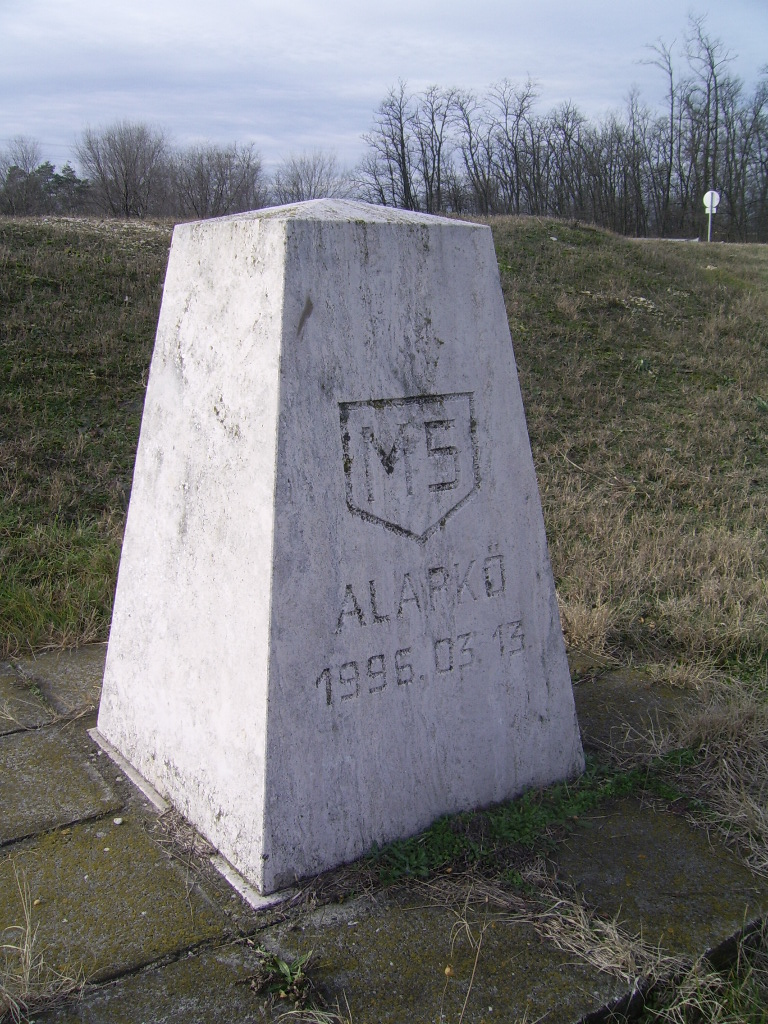
Az M5-ös alapköve

Az M5-ös 1992-ben meghirdetett koncessziós formában történő továbbépítését elnyerő konzorcium 1994. július 7-én alapította meg az Alföld Koncessziós Autópálya Részvénytársaságot. A  koncessziós szerződés értelmében az AKA megszerezte az M5-ös autópálya M0-s út és Kecskemét-Észak közötti szakaszát, a Kecskemét-Észak és Kiskunfélegyháza-Dél közötti szakaszának megépítésére, illetve az útdíj szedésére szóló jogot. A társaság 1995 decemberében bankhitelt vett fel, hogy elkezdhesse az építkezéseket. Az autópálya 1996. január 5-én került a társaság tulajdonába. Az M5-ös újhartyáni csomópontjában 1996. március 13-án helyezték el az autópálya új alapkövét, ezt követően kezdődtek el az útépítések. 1996 folyamán elkészült az Újhartyán és Kecskemét-Észak közötti közötti útszakasz hiányzó jobb oldali pályája és a fizetőkapuk. A cég 1997. január 1-jén kezdte meg az útdíj szedését. A Kecskemétet elkerülő szakasz 1997. december 12-én, a Kiskunfélegyháza déli pereméig vezető díjköteles útszakaszt fél év múlva nyitotta meg a társaság. Az útdíjat az Intertoll nevű társaság szedte.

### Ellenálló települések, elakadó fejlesztések
Az AKA színre lépése előtt az M5-ös út addig megépült szakaszait ingyenesen használhatták az utazók, ám az 1997-ben bevezetett útdíj olyan magas volt, hogy nem csak a helyieket, de a távolsági forgalmat is elriasztotta az autópálya használatától. A díj bevezetését követően az autósok többsége a régi 5-ös útra vándorolt vissza, jelentős környezeti terhelést róva ezzel az út mellett fekvő településekre, Lajosmizsére, Táborfalvára, Örkényre, Dabasra és Alsónémedire. A helyiek tiltakozásának hatására a társaság kis mértékben módosította tarifáit, gyakori használói kedvezményt és flottakedvezményt adott. A kedvezmények azonban nem voltak elég vonzóak és nem enyhítették a környező falvakban tapasztalható zaj- és környezetszennyezést. Az út környékének települései és lakói szervezetekbe tömörülve tiltakoztak a magas útdíjak ellen és az AKA árpolitikáját okolták a régió gazdasági mélyrepüléséért. 2004-re rendszeressé váltak a tiltakozás különböző formái, egyes helyi vezetők polgári engedetlenségre szólítottak fel.
Az hasonló üzleti modellel próbálkozó ELMKA összeomlása után az M5-öst birtokló AKA is a figyelem középpontjába került. Az elhúzódó délszláv válság miatt nem volt remény a forgalom felfutására, a mért forgalmi adatok és a bevételek pedig folyamatosan elmaradtak az előzetesen kalkuláltaktól. A nem megfelelő üzleti környezet miatt a cég nem élt opciós jogával és nem kezdett hozzá az M5-ös út Kiskunfélegyháza és Szeged közötti szakaszának megépítéséhez, az M5-ös továbbépítése így hét évre teljesen leállt. Az ELMKA-tól eltérően azonban az AKA az Európa-szerte kirívóan magasnak számító útdíjból minimális forgalom mellett is képes volt fizetni az út fenntartási költségeit és a hitelek törlesztőrészleteit. A közvetlen díjszedésen alapuló üzleti modell az M5-ös esetében is kudarcot vallott, ám a kudarc nem az autópálya-társaság csődjéhez, hanem az érintett régiók elszigetelődéséhez és gazdasági lemaradásához vezetett.

### Állami szerepvállalás, új lendület
A 2002-ben kormányfői posztra kerülő Medgyessy Péter személyesen is elkötelezte magát az M5-ös továbbépítése és egységes állami matricás rendszerbe történő bevonása mellett, ezért utasította a gazdasági minisztériumot, hogy kezdje meg az autópályacég megvásárlásáról szóló tárgyalásokat. A tárgyalások alatt számos terv szivárgott ki a társaság jövőjét illetően. Felvetődött, hogy a Magyar Posta vásárolná fel az AKA-t, de végül az Állami Autópálya Kezelő Rt. (a NIF jogelődje) vette meg a részvények majdnem 40%-át 82 122 992 euróért. Az ügylet részeként az AKA megkapta a Kiskunfélegyháza és az országhatár közötti autópálya-szakasz megvalósításának lehetőségét. Ettől az időponttól kezdve a társaság az államtól kapott rendelkezésre állási díj fejében az M5-ösön is bevezette az országos matricás rendszert. Az állami résztulajdonba került vállalat még abban az évben megkezdte az út továbbépítését egy európai bankcsoporttól felvett 750 millió eurós összegből. 2005. december 12-én nyílt meg az M5-ös és az M43-as autópályák Kiskunfélegyháza-Dél és Szeged-Észak közötti, AKA által felépített szakasza, majd 2006. március 11-én a Szeged-Észak és a röszkei határátkelő közötti autópálya. A nagyszabású útépítési projekt befejezése után az állam előbb az AKA teljes részvénycsomagjának felvásárlását tervezte, majd 2008 elején kilépett a részvénytársaságból. A részvényeket a Raiffeisen Bank egy leányvállalata szerezte meg, majd továbbadta az osztrák Strabag építőipari vállalkozásnak, azóta az AKA Zrt. 100%-os tulajdonosa a Strabag csoporthoz tartozó bécsi székhelyű M5 Holding Gmbh. Az AKA székhelye Budapest. Az autópálya-társaság a koncessziós szerződés értelmében 2031. január 5-éig lesz az M5-ös autópálya tulajdonosa.